# Parambassis
Parambassis – rodzaj ryb okoniokształtnych z rodziny przeźroczkowatych (Ambassidae).

## Klasyfikacja
Gatunki zaliczane do tego rodzaju:
- Parambassis alleni
- Parambassis altipinnis
- Parambassis apogonoides
- Parambassis baculis
- Parambassis bistigmata
- Parambassis confinis
- Parambassis dayi
- Parambassis gulliveri
- Parambassis lala
- Parambassis macrolepis
- Parambassis notatus
- Parambassis pulcinella
- Parambassis ranga – przeźroczka indyjska[3]
- Parambassis siamensis
- Parambassis tenasserimensis
- Parambassis thomassi
- Parambassis vollmeri
- Parambassis wolffii

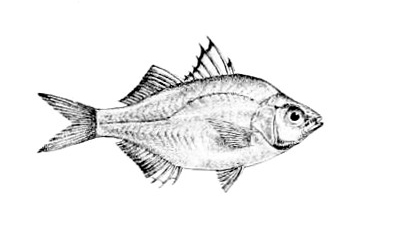
Parambassis baculis
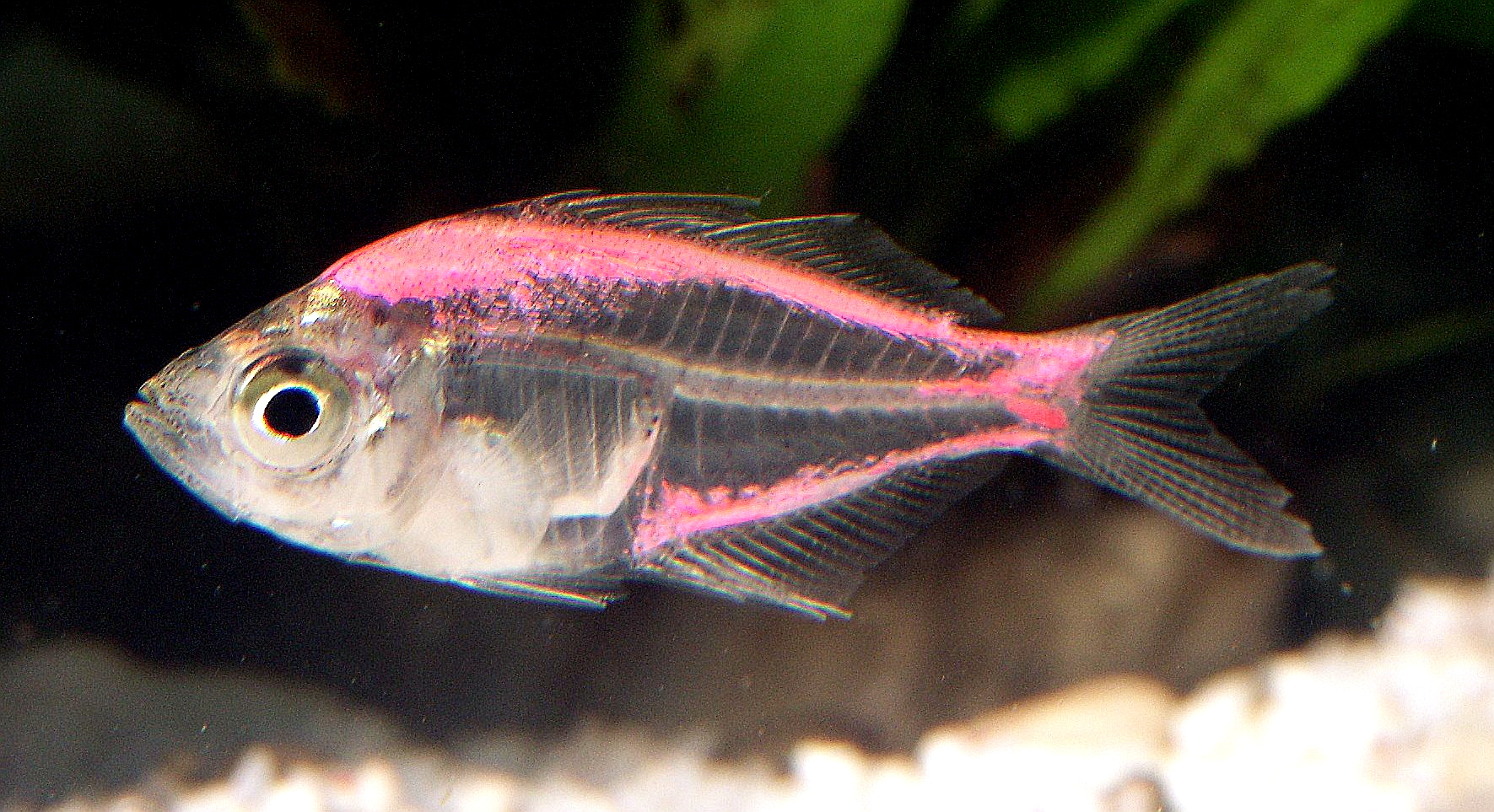
Parambassis ranga